# APT (álbum)
Apt. es el quinto álbum de estudio de la cantante chilena Nicole, el primero que trabaja de forma independiente bajo su propio sello Chika Entertainment Inc. Fue producido por la misma cantante junto al músico James "Jimmy" Frazier. El álbum está compuesto de 10 canciones, de las cuales ocho fueron compuestas por la cantante en compañía de Frazier.
"APT" (Apartament) fue grabado en el estudio del departamento de Nicole (por eso el nombre del disco). Posteriormente la cantante viajó a España y Londres para su mezcla y masterización, respectivamente, trabajo en el que contó con el profesionalismo y talento del ingeniero en sonido Barry Sage y Bunt Stafford-Clark (quien ha trabajado con Suede y Radiohead). La placa incluye un tema inédito del cantautor argentino Leo García "El Camino" y una nueva versión para el clásico del grupo Blondie "Rapture".
En noviembre del 2007 el disco se reeditó en Chile, bajo la distribución de La Oveja Negra, incluyendo 4 videos promocionales en pista CD-R y una pista adicional.
Del álbum se han desprendido los sencillos: «No me confundas», perteneciente a la banda sonora de la película Se arrienda de Alberto Fuguet; «Si vienes por mí», primer sencillo oficial del disco; «Veneno», una de las canciones más tocadas en Chile durante el 2007, y posteriormente rota en radios «Culpables» con altísima rotación en MTV Latino, y «El camino», sencillo-B para radios y televisión, de corte romántico.

## Lista de canciones
| N.º | Canción                                         | Compositor                                                   | Duración |
| --- | ----------------------------------------------- | ------------------------------------------------------------ | -------- |
| 1.  | "Si Vienes Por Mí"                              | Nicole, Jimmy Frazier, Julio Osses                           | 3:17     |
| 2.  | "Culpables"                                     | Nicole, Martín Chan                                          | 4:17     |
| 3.  | "Bipolar"                                       | Nicole, Jimmy Frazier                                        | 2:40     |
| 4.  | "La Última Vez"                                 | Nicole, Jimmy Frazier                                        | 3:21     |
| 5.  | "No Me Confundas"                               | Nicole, Jimmy Frazier                                        | 3:31     |
| 6.  | "1-800-Nasty-Show"                              | Nicole, Jimmy Frazier                                        | 3:18     |
| 7.  | "Veneno"                                        | Nicole, Jimmy Frazier                                        | 2:55     |
| 8.  | "Trapped In Time"                               | Nicole, Martín Chan                                          | 3:40     |
| 9.  | "El Camino"                                     | Leo García                                                   | 3:23     |
| 10. | "Rapture"                                       | Deborah Harry, Chris Stein                                   | 4:22     |
| 11. | "Veneno (Portugués)"                            | Nicole, Jimmy Frazier, (Versão em Português: Cesar Teixeira) | 2:55     |
| 12. | [Bonus Track] "Lágrimas de Sal (Live Acoustic)" |                                                              | 4:13     |